# Liste des sites classés et inscrits de la Haute-Marne
Cet article recense les sites classés et inscrits de la Haute-Marne, en France.

## Listes

### Sites classés
La liste suivante recense les sites classés de la Haute-Marne en 2024.
| Site                                    | Communes                       | Date              | Superficie (ha) | Notes                                         | Coordonnées                 | Photo |
| --------------------------------------- | ------------------------------ | ----------------- | --------------- | --------------------------------------------- | --------------------------- | ----- |
| Promenade Entre-Deux-Eaux               | Auberive                       | 11 octobre 1963   | 0,25            |                                               | 47° 47′ 16″ N, 5° 03′ 41″ E |       |
| Colline boisée du Châtelet à Gourzon    | Bayard-sur-Marne               | 26 mai 1926       | 15,64           |                                               | 48° 33′ 06″ N, 5° 05′ 09″ E |       |
| Promenade du Côna et parc des Roches    | Bourmont-entre-Meuse-et-Mouzon | 9 décembre 2009   | 3,42            |                                               | 48° 11′ 24″ N, 5° 35′ 15″ E |       |
| Jardins suspendus de Cohons             | Cohons                         | 30 avril 2021     | 18,46           |                                               | 47° 47′ 20″ N, 5° 20′ 20″ E |       |
| Colombey-les-Deux-Églises               | Colombey les Deux Églises      | 27 mars 1973      | 2 281,55        |                                               | 48° 12′ 44″ N, 4° 53′ 04″ E |       |
| Château du Grand Jardin et son parc     | Joinville                      | 20 septembre 1973 | 4,28            | Le château est un monument historique classé. | 48° 26′ 48″ N, 5° 08′ 24″ E |       |
| Promenade de Blanchefontaine            | Langres                        | 7 juillet 1937    | 6,75            |                                               | 47° 51′ 13″ N, 5° 19′ 40″ E |       |
| Reculée du Cul du Cerf                  | Orquevaux                      | 12 janvier 1990   | 81,28           |                                               | 48° 18′ 59″ N, 5° 25′ 08″ E |       |
| Chêne de la Vierge                      | Pressigny                      | 22 avril 1937     | 0,23            |                                               | 47° 46′ 13″ N, 5° 41′ 49″ E |       |
| Grotte de Sabinus                       | Saints-Geosmes                 | 26 mai 1926       | 0,58            |                                               | 47° 49′ 03″ N, 5° 20′ 59″ E |       |
| Rocher de Sabinus                       | Saints-Geosmes                 | 18 septembre 1929 | 0,27            |                                               | 47° 49′ 07″ N, 5° 21′ 10″ E |       |
| Ruines de la tour du château de Vignory | Vignory                        | 26 mai 1926       | 4,4             | Le château est un monument historique classé. | 48° 16′ 36″ N, 5° 06′ 04″ E |       |

### Sites inscrits

#### Sites actuels
La liste suivante recense les sites inscrits de la Haute-Marne en 2024.
| Site                                                 | Communes                                    | Date             | Superficie (ha) | Notes | Coordonnées                 | Photo |
| ---------------------------------------------------- | ------------------------------------------- | ---------------- | --------------- | --- | --------------------------- | ----- |
| Ensembles paysagers                                  | Aprey                                       | 21 mars 1988     | 73,6            | Comprend le marais de la Vingeanne, les gorges de la Combe Royer, le plateau du Mont Moyen et la source de la Vingeanne. | 47° 45′ 48″ N, 5° 11′ 25″ E |       |
| Partie sommitale de la butte de Taloison             | Bay-sur-Aube                                | 8 décembre 1982  | 6,01            | | 47° 49′ 10″ N, 5° 03′ 05″ E |       |
| Vallée du Rognon, restes de l'abbaye et leurs abords | Bourdons-sur-Rognon                         | 13 mai 1963      | 13,9            | | 48° 12′ 27″ N, 5° 19′ 08″ E |       |
| Fontaine couverte et perte de l'Andousoir            | Coublanc                                    | 5 août 1987      | 9,02            | | 47° 42′ 57″ N, 5° 28′ 03″ E |       |
| Château de Dinteville et son parc                    | Dinteville                                  | 18 juillet 1969  | 41,46           | Le château est un monument historique inscrit.                                                                           | 48° 01′ 54″ N, 4° 48′ 25″ E |       |
| Pertes de la Rigotte                                 | Farincourt                                  | 5 février 1988   | 42,76           | | 47° 41′ 27″ N, 5° 40′ 54″ E |       |
| Côtes Noires et boucles de la Marne                  | Laneuville-au-Pont, Moëslains, Saint-Dizier | 30 avril 1963    | 56,53           | | 48° 37′ 27″ N, 4° 52′ 59″ E |       |
| Village de Montsaugeon                               | Le Montsaugeonnais                          | 31 décembre 1984 | 490,22          | | 47° 39′ 58″ N, 5° 19′ 01″ E |       |
| Étang de Morimond et ses abords                      | Parnoy-en-Bassigny                          | 15 mai 1963      | 29,55           | | 48° 03′ 19″ N, 5° 40′ 36″ E |       |
| Village de Reynel                                    | Reynel                                      | 11 décembre 1981 | 735,96          | | 48° 16′ 50″ N, 5° 20′ 08″ E |       |
| Tufière de Rolampont                                 | Rolampont                                   | 23 juillet 1982  | 12,63           | | 47° 57′ 13″ N, 5° 15′ 36″ E |       |
| Cascade pétrifiante d'Étuf et ses abords             | Rouvres-sur-Aube                            | 30 août 1937     | 2,23            | | 47° 52′ 27″ N, 4° 57′ 57″ E |       |
| Sources de la Marne                                  | Saints-Geosmes                              | 10 juillet 1972  | 54,07           | | 47° 49′ 05″ N, 5° 21′ 15″ E |       |
| Château de Trémilly et son parc                      | Trémilly                                    | 19 mai 1981      | 11,71           | Le château est un monument historique inscrit.                                                                           | 48° 21′ 50″ N, 4° 47′ 03″ E |       |
| Château du Val des Écoliers et son parc              | Verbiesles                                  | 1er février 1980 | 64,06           | | 48° 04′ 41″ N, 5° 10′ 16″ E |       |

#### Anciens sites
Trois sites de Haute-Marne, précédemment inscrits, ont été radiés en 2022 :
- Autreville-sur-la-Renne : château et son parc (requalifiés en monument historique)
- Chaumont : centre ancien (requalifié en site patrimonial remarquable)
- Langres : ensembles urbains (requalifiés en site patrimonial remarquable)